# Saison 1969-1970 du MC Alger
 (septembre 2022).
Si vous disposez d'ouvrages ou d'articles de référence ou si vous connaissez des sites web de qualité traitant du thème abordé ici, merci de compléter l'article en donnant les références utiles à sa vérifiabilité et en les liant à la section « Notes et références ».
 (septembre 2022).
- Si vous ne connaissez pas le sujet, laissez ce bandeau (vous pouvez alors contacter les auteurs).
- Si vous supprimez le contenu mis en cause (vous pouvez préalablement contacter les auteurs),

argumentez précisément cette suppression dans la page de discussion
(un manque de référence n'est pas un argument ; une recherche réelle de référence doit avoir été effectuée, être formellement documentée).
Maillots
Chronologie
Saison précédente Saison suivante
La saison 1969-1970 du Mouloudia d'Alger est la 4e saison du club en première division du championnat d'Algérie. L'équipe est engagée en championnat (alors appelé National I), et en Coupe d'Algérie.

## Championnat d'Algérie
Le 7 décembre 1969, lors du match de la neuvième journée de la Nationale I contre l'USM Annaba, et lors d'un accrochage musclé avec Haoués, Amrous Tayeb est victime d'une grave blessure. Il est rapidement transféré à l'Hôpital Mustapha-Pacha, et y reste 9 jours dans un coma profond. Amrous décède le 16 décembre 1969 à 16h30. L'annonce de son décès choque beaucoup de monde car c'est une première en Algérie,.
Le Mouloudia continue de monter en puissance tout en construisant sur du solide. Pour sa seconde année en D1 après son accession, les vert et rouge arrivent à se classer parmi les grands de ce championnat sans être ridicule. La preuve, le MCA a pu tenir tête au champion, le CRB avec une défaite par 2-1 et un match nul 1-1 lors du derby qui les a opposé. En terminant vice-champion, le MC Alger annonce son retour parmi les ténors. 3 défaites en 22 matchs joués, seconde attaque du championnat derrière la fameuse triplette du Grand CRB, à savoir, kalem, Lalmas et Achour, le Mouloudia a trouvé son rythme.

## L'effectif de la saison
| Poste¹ | Nat.² | Nom               | Naissance         | Sélection³ | Championnat | Championnat | Coupe d'Algérie | Coupe d'Algérie | Total Saison | Total Saison |
| Poste¹ | Nat.² | Nom               | Naissance         | Sélection³ | M           | But inscrit | M               | But inscrit     | M            | But inscrit  |
| ------ | ----- | ----------------- | ----------------- | ---------- | ----------- | ----------- | --------------- | --------------- | ------------ | ------------ |
| G      | ALG   | Abdelkader Ghanem | 27 janvier 1938   | -          | 0           | 0           | 0               | 0               | 0            | 0            |
| G      | ALG   | Abdennour Kaoua   | 14 juin 1949      | -          | 0           | 0           | 1               | 0               | 0            | 0            |
| G      | ALG   | Maurice Tihal     |                   | -          | 0           | 0           | 0               | 0               | 0            | 0            |
| D      | ALG   | Mustapha Bouzid   |                   | -          | 0           | 0           | 0               | 0               | 0            | 0            |
| D      | ALG   | Sadek Amrous      | 29 décembre 1948  | -          | 0           | 0           | 0               | 0               | 0            | 0            |
| D      | ALG   | Abdelouahab Zenir | 15 octobre 1951   | -          | 0           | 0           | 1               | 0               | 0            | 0            |
| D      | ALG   | Abdelkrim Berkani | 2 mars 1948       | -          | 0           | 0           | 1               | 0               | 0            | 0            |
| D      | ALG   | Zerrouk Cheikh    | 10 mars 1940      | -          | 0           | 0           | 0               | 0               | 0            | 0            |
| D      | ALG   | Saou Mekidèche    | 5 juillet 1944    | -          | 0           | 0           | 1               | 0               | 0            | 0            |
| D      | ALG   | Mustapha Djazouli |                   | -          | 0           | 0           | 0               | 0               | 0            | 0            |
| D      | ALG   | Smail Beyaz       | 20 mars 1951      | -          | 0           | 0           | 0               | 0               | 0            | 0            |
| M      | ALG   | Abdelaziz Maloufi | 30 mai 1948       | -          | 0           | 0           | 1               | 0               | 0            | 0            |
| M      | ALG   | Anwar Bachta      | 9 mai 1948        | -          | 0           | 0           | 1               | 0               | 0            | 0            |
| M      | ALG   | Zoubir Bachi      | 20 janvier 1950   | -          | 0           | 0           | 1               | 0               | 0            | 0            |
| M      | ALG   | Mesbah Amoura     | 10 septembre 1946 | -          | 0           | 0           | 1               | 0               | 0            | 0            |
| M      | ALG   | Omar Si Chaib     |                   | -          | 0           | 0           | 0               | 0               | 0            | 0            |
| A      | ALG   | Omar Betrouni     | 9 janvier 1949    | A          | 0           | 0           | 0               | 0               | 0            | 0            |
| A      | ALG   | Hassen Tahir      | 28 juin 1947      | A          | 0           | 0           | 1               | 0               | 0            | 0            |
| A      | ALG   | Hamid Tahir       | 26 mars 1952      | -          | 0           | 0           | 0               | 0               | 0            | 0            |
| A      | ALG   | Tayeb Amrous      | 6 mai 1951        | -          | 0           | 0           | 1               | 0               | 0            | 0            |
| A      | ALG   | Salim Kadri       |                   | -          | 0           | 0           | 0               | 0               | 0            | 0            |
| A      | ALG   | Salim Zerroug     | 22 mai 1951       | -          | 0           | 0           | 1               | 0               | 0            | 0            |

- 1 : G, Gardien de but ; D, Défenseur ; M, Milieu de terrain ; A, Attaquant
- 2 : Nationalité sportive, certains joueurs possédant une double-nationalité
- 3 : sélection la plus élevée obtenue

## Rencontres de Championnat
| Date             | J  | Adversaire     | Lieu | Résultat | Buteurs pour le MCA                                    |
| 5 octobre 1969   | 1  | CCS Kouba      | Ext. | 2 - 3    | Amrous Tayeb 63e 66e, Bachta 75e                       |
| 12 octobre 1969  | 2  | ES Guelma      | Dom. | 2 - 0    | Tahir Hassen 15e, Amrous Tayeb 70e                     |
| 2 novembre 1969  | 3  | USM Bel-Abbès  | Ext. | 1 - 3    | Amrous Tayeb 55e, Tahir Hassen 65e, Bachi 85e          |
| 26 octobre 1969  | 4  | JS Djidjelli   | Dom. | 3 - 1    | Maloufi 38e, Tahir Hassen 52e 54e                      |
| 9 novembre 1969  | 5  | CR Belcourt    | Ext. | 2 - 1    | Bachi 88' 88e                                          |
| 16 novembre 1969 | 6  | USM Alger      | Dom. | 2 - 1    | Amrous Tayeb 40e, Tahir Hassen 74e                     |
| 23 novembre 1969 | 7  | NA Hussein Dey | Ext. | 0 - 2    | Amoura Mesbah 23e, Amrous Tayeb 26e                    |
| 7 décembre 1969  | 8  | USM Annaba     | Dom. | 5 - 1    | Bachta 15e 80e, Betrouni 62e 70e, Bachi 83e            |
| 11 janvier 1970  | 9  | ES Setif       | Ext. | 0 - 1    | Tahir Hassen 10e                                       |
| 28 décembre 1969 | 10 | JS Kabylie     | Dom. | 0 - 0    |                                                        |
| 4 janvier 1970   | 11 | MC Oran        | Ext. | 2 - 5    | Tahir Hassen 34e 68e, Bachi 54e 83e, Amoura Mesbah 88e |
| 25 janvier 1970  | 12 | CCS Kouba      | Dom. | 1 - 2    | Tahir Hassen ?                                         |
| 1 février 1970   | 13 | ES Guelma      | Ext. | 1 - 1    | Tahir Hassen 89e                                       |
| 8 février 1970   | 14 | USM Bel-Abbès  | Dom. | 2 - 0    | Zenir 14e, Betrouni 44e                                |
| 15 février 1970  | 15 | JS Djidjelli   | Ext. | 2 - 0    |                                                        |
| 1 mars 1970      | 16 | CR Belcourt    | Dom. | 1 - 1    | Bachi 70e                                              |
| 8 mars 1970      | 17 | USM Alger      | Ext. | 1 - 2    | Amoura Mesbah 1re, Zerroug 77e                         |
| 15 mars 1970     | 18 | NA Hussein Dey | Dom. | 0 - 0    |                                                        |
| 12 avril 1970    | 19 | USM Annaba     | Ext. | 0 - 0    |                                                        |
| 19 avril 1970    | 20 | ES Setif       | Dom. | 0 - 0    |                                                        |
| 3 mai 1970       | 21 | JS Kabylie     | Ext. | 3 - 3    | Zerroug 20e 35e, Betrouni 66e                          |
| 10 mai 1970      | 22 | MC Oran        | Dom. | 2 - 2    | Betrouni 68e, Cheikh 83e                               |

## Classement final
Le classement est établi sur le barème de points suivant : une victoire vaut 3 points, un match nul 2 points et une défaite 1 point.
Le parcours du MC Alger en championnat d'Algérie 1969-1970 est :
| Rang | Équipe          | Pts | J  | G  | N | P  | Bp | Bc | Diff |
| ---- | --------------- | --- | -- | -- | - | -- | -- | -- | ---- |
| 1    | CR Belcourt T C | 56  | 22 | 13 | 8 | 1  | 40 | 17 | +23  |
| 2    | MC Alger        | 52  | 22 | 11 | 8 | 3  | 39 | 24 | +15  |
| 3    | CCS Kouba       | 44  | 22 | 9  | 4 | 9  | 39 | 32 | +7   |
| 4    | ES Guelma       | 44  | 22 | 7  | 8 | 7  | 32 | 42 | -10  |
| 5    | USM Alger P     | 43  | 22 | 7  | 7 | 8  | 34 | 32 | +2   |
| 6    | JS Kabylie P    | 43  | 22 | 7  | 7 | 8  | 28 | 30 | -2   |
| 7    | MC Oran         | 42  | 22 | 8  | 4 | 10 | 25 | 31 | -6   |
| 8    | NAA Hussein Dey | 41  | 22 | 6  | 7 | 9  | 23 | 26 | -3   |
| 9    | USM Bel-Abbès   | 41  | 22 | 7  | 5 | 10 | 20 | 23 | -3   |
| 10   | ES Sétif        | 41  | 22 | 7  | 5 | 10 | 25 | 34 | -9   |
| 11   | JS Djidjelli    | 41  | 22 | 8  | 3 | 11 | 26 | 35 | -9   |
| 12   | USM Annaba      | 40  | 22 | 7  | 4 | 11 | 27 | 31 | -4   |

Résultat
- Champion d'Algérie 1969-1970

Relégation
- Relégation en Nationale II

Abréviations
T : Tenant du titre

C : Vainqueur de la Coupe d'Algérie 1969-1970

P : Promus de Nationale II